# Templo de Tegucigalpa
El Templo de la Ciudad de Tegucigalpa es uno de los templos construidos y operados por la Iglesia de Jesucristo de los Santos de los Últimos Días, el número 141 construido por la iglesia, el sexto en Centroamérica y el primero de Honduras, ubicado en La Colonia Roble Oeste al oeste de Tegucigalpa.
El Templo de Tegucigalpa sirve a unos 170 mil Santos de los Últimos Días en Honduras y Nicaragua, repartidos en más de 300 congregaciones. En abril de 2018 la iglesia anunció la construcción del templo de Managua a ser completado en 2026.

## Anuncio
Los planes para la construcción del templo de Honduras fueron anunciados por la iglesia el 9 de junio de 2006. Año y medio después, el 28 de enero de 2009, la iglesia SUD anunció que debido a objeciones del gobierno local, el templo propuesto ya no estaría ubicado en el sitio anteriormente designado, un terreno que la iglesia poseía por unos 15 años frente a la Universidad Nacional Autónoma de Honduras y a unos 600 metros de la Santuario Mariano de Suyapa. La razón principal se debió a una creencia, ampliamente sostenida ante miembros del ayuntamiento de Tegucigalpa, que el templo oscurecería el histórico y principal templo católico. Por respeto a las preocupaciones de los involucrados, la iglesia decidió buscar una nueva ubicación para su templo. El término siendo construido adyacente a un edificio usado por el Instituto de Religión de la iglesia. La excavación en el primer terreno había empezado antes de que la iglesia cediera a la presión para reubicar el edificio.

## Primera palada
La ceremonia de la primera palada y dedicación del sitio de construcción tuvo lugar el 9 de junio de 2007 presidida por las autoridades locales de la iglesia. El Templo de Tegucigalpa Honduras tuvo dos ceremonias de inauguración celebradas en dos lugares diferentes con dos años de diferencia. Se inició la construcción del templo el 9 de junio de 2007, pero al cambiar el terreno del templo posteriormente, se llevó a cabo una segunda ceremonia de inauguración en el nuevo sitio el 12 de septiembre de 2009. Fue una ceremonia privada al que asistieron solo líderes locales y contados invitados. El terreno de 5.5 hectáreas se ubica a poca distancia del Aeropuerto Internacional Toncontín en la zona residencial Roble Oeste. Es el primer templo de la iglesia con dos ceremonias de la primera palada ocurrido en dos terrenos distintos.

## Dedicación
El templo SUD de la ciudad de Tegucigalpa fue dedicado para sus actividades eclesiásticas el 17 de marzo de 2013, por Dieter F. Uchtdorf de la primera Presidencia de la iglesia. Anterior a ello, del 9 de febrero al 2 de marzo de 2013, la iglesia permitió un recorrido público de las instalaciones y del interior del templo al que asistieron más de 200.000 visitantes.

## Pandemia 2019
El 25 de marzo de 2020 la iglesia solicitó el cierre de todos sus templos como respuesta preventiva a la Pandemia de COVID-19. En mayo de ese año la iglesia aprobó la apertura de 17 templos a nivel mundial para realizar matrimonios por personas vivas, prohibiendo para entonces todas las ceremonias a favor de ancestros fallecidos incluyendo el bautismo por los muertos. Otros templos fueron abriendo durante el mes subsiguiente llegando a 93 templos en junio de 2020. El templo de Tegucigalpa pasó a su primera fase de reapertura el 19 de octubre de 2020, uno de los últimos en el mundo en reabrir con estas especificaciones en 2020. El único templo aún cerrado por completo a fines de 2020 fue el templo de Kiev. El templo pasó rápidamente a su segunda fase de apertura en noviembre y la fase 3 comenzó en junio de 2022 permitiendo las ceremonias por ancestros fallecidos solo con cita previa. El 3 de mayo de 2022 el templo en Tegucigalpa recibió autorización de la iglesia para abrir sin las restricciones en sus operaciones impuestas durante la pandemia.